# Gran temporale di Widecombe
Il grande temporale di Widecombe-in-the-Moor nel Dartmoor, Regno d'Inghilterra, fu un evento atmosferico di portata eccezionale che ebbe luogo domenica 21 ottobre 1638, quando la chiesa di St. Pancras venne colpita apparentemente da fulmini globulari nel corso di un forte temporale. Al momento dell'evento nella chiesa si stava tenendo una messa con circa 300 fedeli. Quattro di questi rimasero uccisi, 60 furono i feriti e la stessa chiesa venne pesantemente danneggiata.

## Resoconti di testimoni oculari

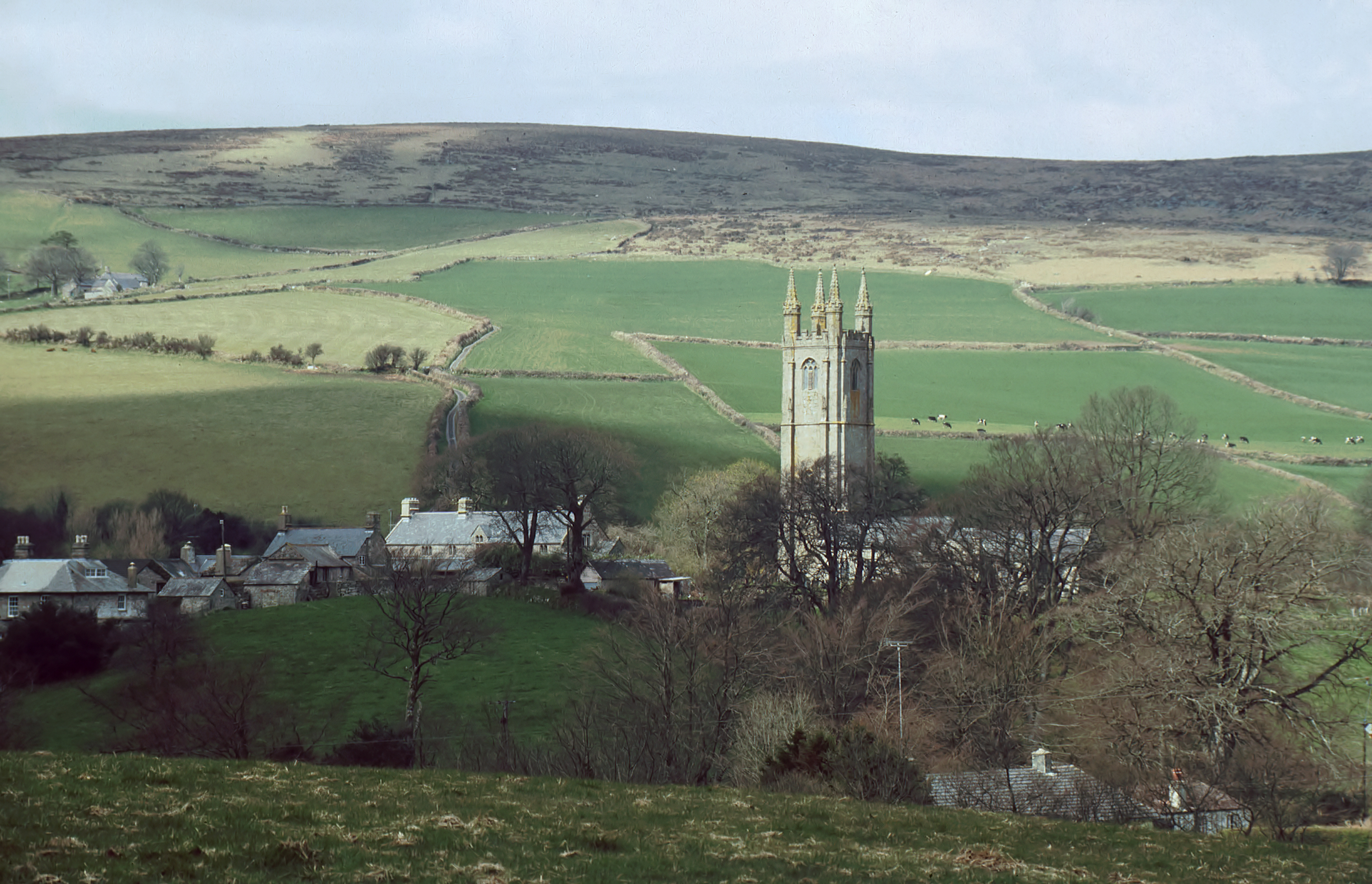
La torre della chiesa di Widecombe oggi

I resoconti scritti di numerosi testimoni oculari pubblicati alcuni mesi dopo l'episodio riferiscono di un cielo particolarmente scuro, forti tuoni e "una gran palla di fuoco", entrata da una finestra che avrebbe distrutto parte del tetto della chiesa. 
Il pastore, George Lyde, rimase illeso mentre la moglie morì per le gravi ustioni riportate. Altri presenti alla messa morirono in seguito ai traumi e alle ustioni riportati.
Il maestro di scuola del villaggio del tempo, Roger Hill, raccontò l'accaduto in una testimonianza in rime, che ancora oggi è leggibile nella chiesa, incisa su una lapide scolpita nel 1786.

## La leggenda
Dato il clima culturale del periodo il temporale violento e tutto ciò che ne conseguì furono considerati il risultato di una visita del demonio, che avrebbe fatto un patto con un locale giocatore di carte imbroglione, di nome Jan Reynolds (o Bobby Read, secondo la versione riportata da Tavistock Inn, Poundsgate). Il patto consisteva nel fatto che se il diavolo lo avesse trovato in chiesa avrebbe potuto avere la sua anima. Si disse che quel giorno Jan fosse infatti presente alla messa col suo mazzo di carte da gioco in mano. Un'altra versione della leggenda riporta che il diavolo giunse sul posto per reclamare l'anima di quattro giocatori di carte, che stavano tenendo una partita sul fondo della chiesa proprio durante la messa.

## Il ricordo
Il ricordo del Great Thunderstorm of Widecombe si è tramandato fino ai tempi odierni. Questo evento è indicato come uno dei primi resoconti di un fulmine globulare.